# Kumlinge
Kumlinge is een archipel en gemeente die deel uitmaakt van de Finse autonome eilandengroep Åland, gelegen in de Oostzee. Kumlinge, dat ook de naam is van het grootste eiland van deze groep, betekent 'rotsachtige passage'. Het ligt op ongeveer 20 km van het hoofdeiland van Åland, gescheiden door de zeestraat Delet. Behalve het hoofdeiland Kumlinge, behoren hiertoe ook de eilanden Seglinge, Enklinge, het door een korte dam met het hoofdeiland verbonden (schier)eiland Snäckö, Bärö dat vroeger een kustwachtstation herbergde en waar nu een hotel/restaurant met uitkijktoren gevestigd is, en het geografisch veel dichter bij Brändö liggende Björkö. Daarnaast omvat de archipel honderden onbewoonde scheren die zich over een kleine 50 km uitstrekken.
De gemeente heeft een oppervlakte van 860,4 km², waarvan 99,07 km² land en de resterende oppervlakte water.
De inwoners zijn verdeeld over vier dorpjes (die overigens niet veel meer zijn dan verspreid liggende groepjes boerderijen), elk op een ander eiland gelegen: Kumlinge (238 inwoners, 2011), Enklinge (87), Seglinge (51) en Björkö (20). Ongeveer 90% van de inwoners spreekt Zweeds, de officiële taal op Åland; een kleine minderheid spreekt Fins.
Op het hoofdeiland bevinden zich enkele faciliteiten zoals een postkantoor annex winkeltje, een restaurant, een apotheek en het gemeentehuis. Ook Enklinge en Seglinge hebben een klein winkeltje.

## Verkeer

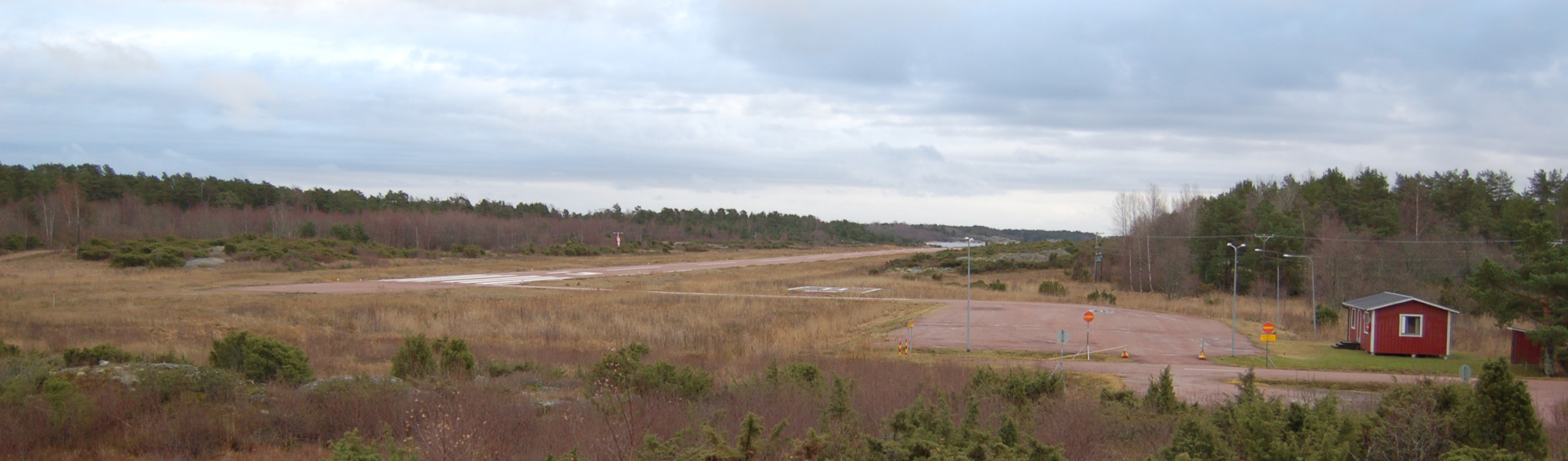
Vliegveld Kumlinge

- Kumlinge heeft een veerverbinding (driemaal daags, van Ålandstrafiken) met Brändö en met Vårdö, en via die verbinding resp. met het Finse vasteland en met het hoofdeiland van Åland. Ook is er - vanaf het zuidelijke schiereiland Snäckö - een veerverbinding met Föglö en dan verder door naar Långnäs op het hoofdeiland.
- De eilanden Seglinge en Enklinge hebben beiden een regelmatige pontverbinding. Het eiland Björkö heeft geen veerverbinding met Kumlinge maar met het eiland Lappo, dat tot de gemeente Brändö behoort.
- Op Kumlinge is geen busvervoer, wel is er een taxi op het hoofdeiland.
- Sinds 1975 heeft dit eiland ook een 'luchthaven', bestaande uit een helikopterlandingsplaats en een 635 m lange strook asfalt (airstrip). Het is het enige vliegveld van Åland buiten het internationale vliegveld: luchthaven Mariehamn. Deze airstrip kent geen vaste lijnverbindingen; hij wordt alleen gebruikt voor chartervluchten. In de winter wordt hij sneeuw- en ijsvrij gehouden.

## Geschiedenis
De eerste bezoekers van Kumlinge waren Vikingen die hier een tussenstop maakten tijdens hun zeereizen. Toen was het eiland nog veel kleiner dan nu. De eerste permanente bewoners arriveerden in de 13e eeuw. Uit belastingadministratie uit de 16e eeuw kan worden opgemaakt dat er toen ongeveer 12 huizen op het hoofdeiland stonden, bewoond door boeren en vissers.
De oude postroute tussen Zweden en Finland (aanvankelijk met roeiboten, later met stoomschepen) liep ook via Kumlinge.

## Bezienswaardigheden

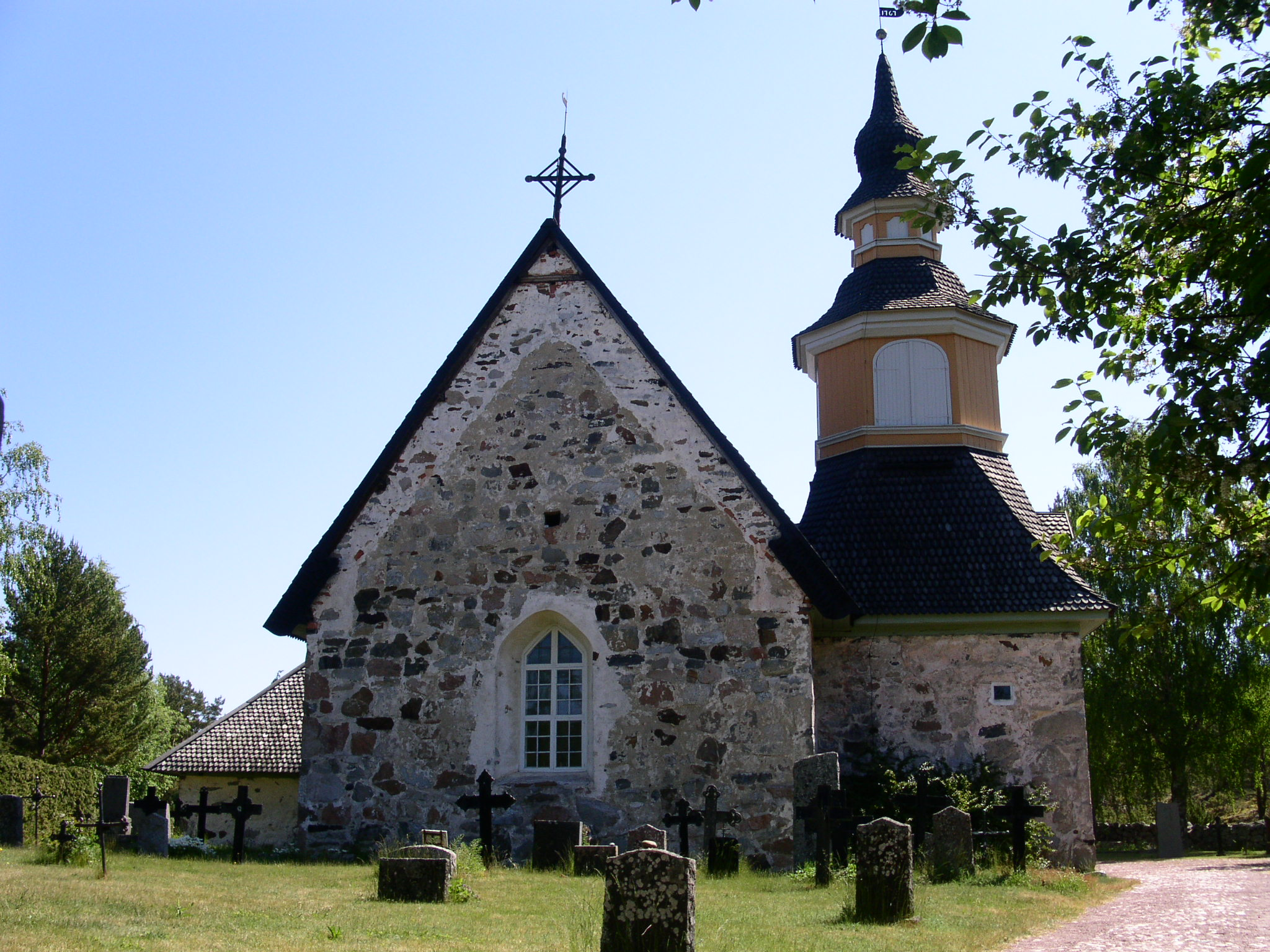
Het kerkje van Kumlinge

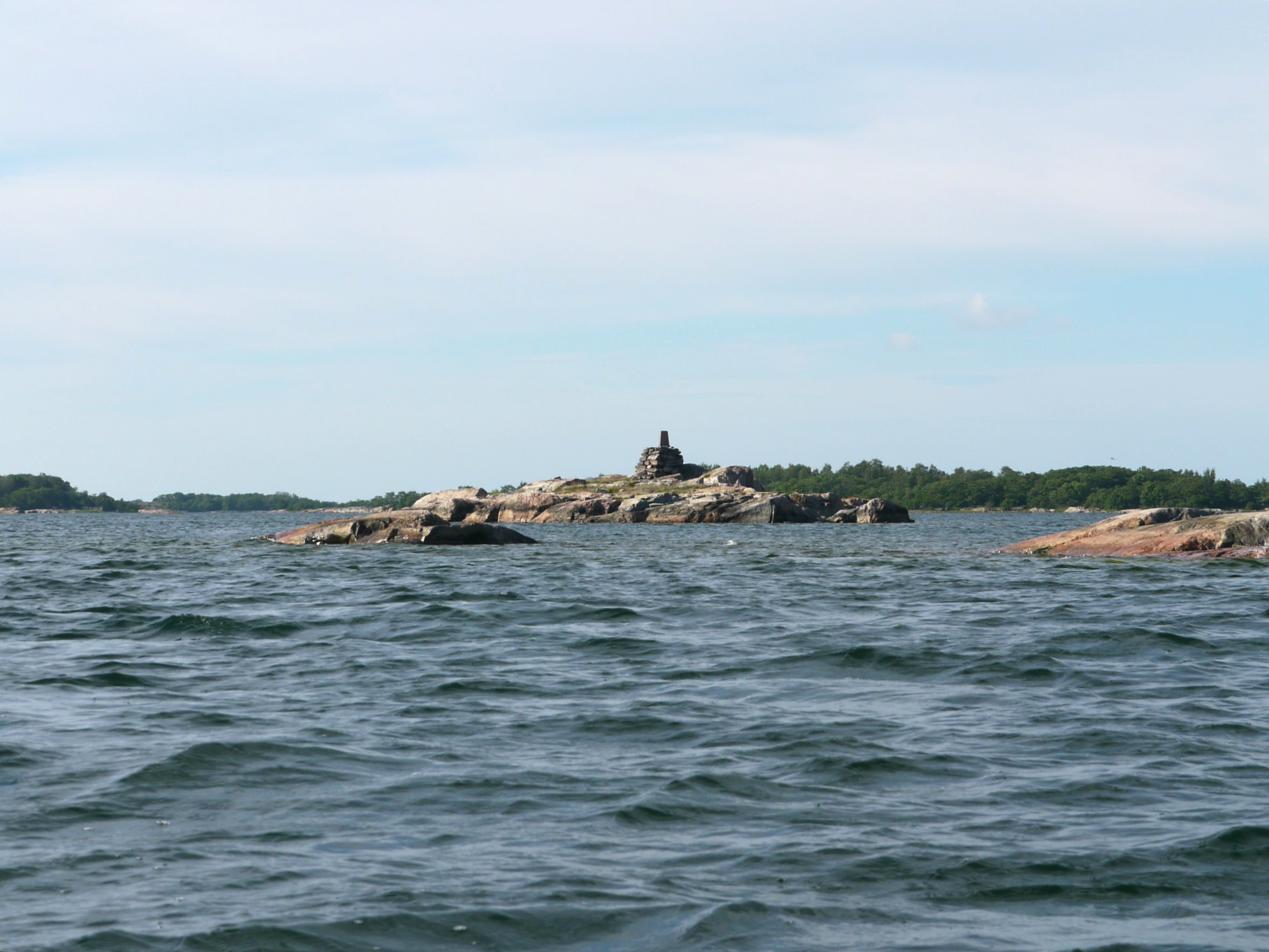
Gravstensgrund, plaats van de ramp in 1773 (het eiland was toen ongeveer twee meter lager dan nu)

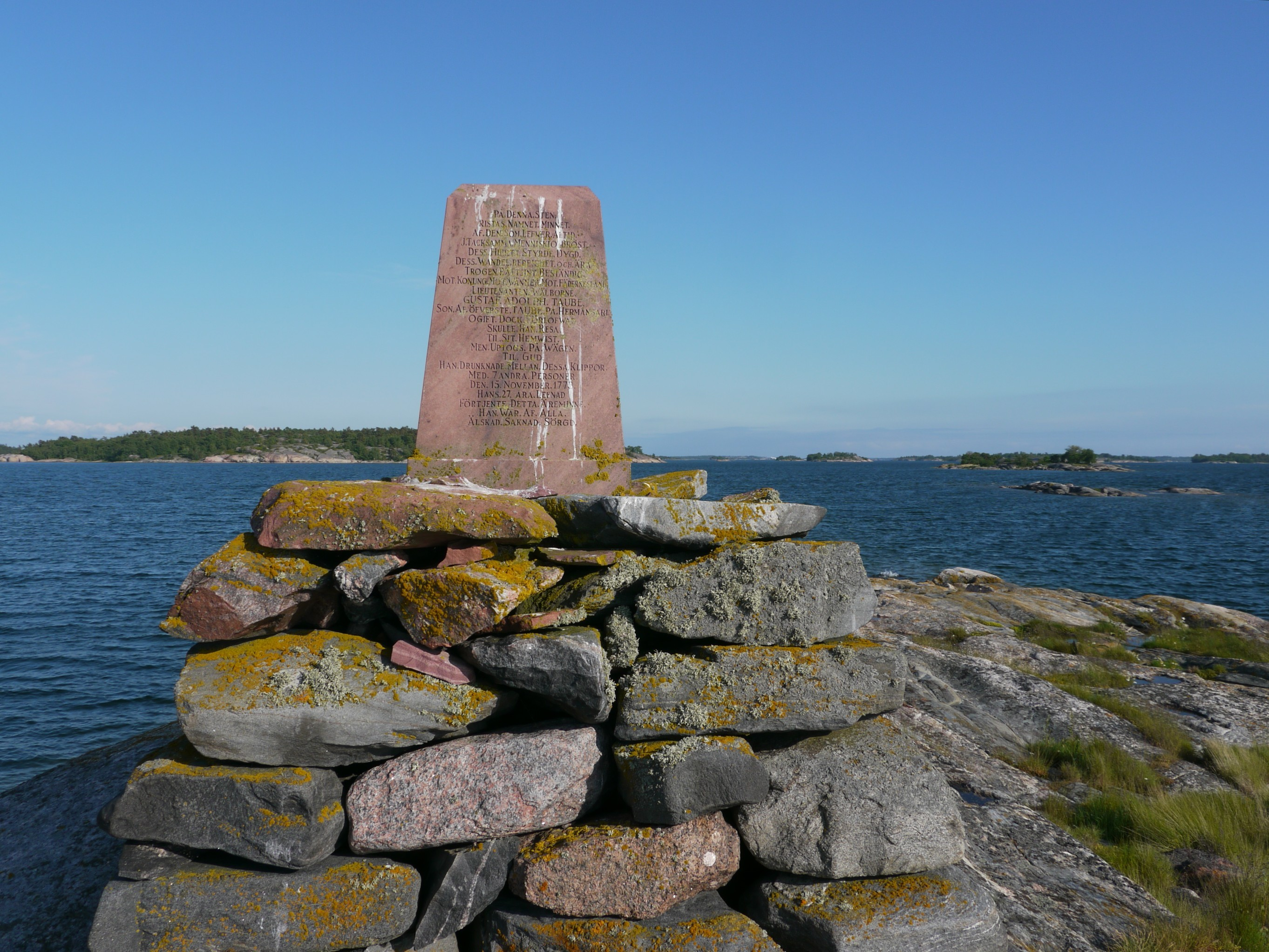
De herdenkingssteen op Gravstensgrund

- De Sint-Annakerk op het hoofdeiland van Kumlinge dateert uit de 14e eeuw en is gewijd aan Sint Anna.
- Er zijn twee museums op de eilandengroep: Sjölunds gårdsmuseum (op het hoofdeiland) en openluchtmuseum Hermas museigård (op Enklinge).
- Op een heuvel naast de apotheek op het hoofdeiland staat een gedenksteen die de veldslag van 9 mei 1808 herdenkt, toen een Russisch bataljon hier verslagen werd door een paar honderd Ålandse boeren, waarvan er slechts drie de dood vonden.
- Op een klein rotseilandje ten noordoosten van Björkö, in een eilandengroepje met de naam 'Gravstensgrundet', staat een herdenkingssteen die de tragische ramp in een ijskoude novembernacht van 1773 herdenkt, toen de Zweedse 27-jarige luitenant Gustaf Adolph Taube met een groep van 10 mannen in een open zeilboot terugvoer van Taube's verloofde in Stockholm naar zijn huis in Finland. Het schip liep op deze rots die toen nog nauwelijks boven water uit kwam, en kapseisde. Twee mensen overleefden de ramp en werden twee dagen later gered. De herdenkingssteen is nog steeds een herkenbaar oriëntatiepunt voor schepen.